# Archenmuscheln
Die Archenmuscheln (Arcidae) sind eine Muschelfamilie aus der Ordnung der Arcida. Derzeit werden über 250 Arten zur Familie der Archenmuscheln gestellt.

## Merkmale
Die Gehäuse der Archenmuscheln sind klein bis mittelgroß (circa 1,8 mm bis über 15 cm), gleichklappig oder auch leicht bis deutlich ungleichklappig. Die Form variiert von abgerundet-rechteckig, über länglich-elliptisch bis fast rundlich. Der Wirbel ist breit und eingerollt. Er liegt vor der Mitte des Dorsalrandes, d. h., der hintere Teil des Gehäuses ist immer mehr oder weniger deutlich länger als der vordere Teil. Die beiden Klappen klaffen am Vorderrand etwas zum Durchtritt des Byssus.
Die Oberfläche ist häufig kräftig mit radialen Rippen ornamentiert, kann jedoch auch mit feinen konzentrischen und radialen Linien bedeckt sein. Auch die Schalendicke ist bei den Arten sehr unterschiedlich, von dünnschalig bis ausgesprochen dickschalig. Das Schloss ist taxodont (reihenzähnig), d. h., es ist gerade und besteht aus vielen, annähernd gleich großen, geraden oder v-förmigen Zähnchen.
Es sind zwei Schließmuskeln vorhanden, die annähernd gleich groß sind (isomyar). Der Fuß ist, im Gegensatz zu fast allen anderen Muschelarten, auf der Unterseite abgeplattet und ähnelt damit mehr einer Kriechsohle als einem Grabfuß. Eine Besonderheit der Archenmuscheln ist der Sauerstofftransport im Gewebe und Blut mit Hilfe des Blutfarbstoffes Hämoglobin, der sonst mit wenigen Ausnahmen nur bei Wirbeltieren vorkommt. Andere Weichtiere haben den Blutfarbstoff Hämocyanin, oder besitzen keine Blutfarbstoffe zum Sauerstofftransport. Der Erwerb des Blutfarbstoffes Hämoglobin wird auf die Lebensweise der Archenmuscheln in sauerstoffarmen Wasser zurückgeführt. Einige Arten des flacheren Wassers besitzen einfache Augen am Mantelrand.

## Geographische Verbreitung, Lebensraum und Lebensweise
Die Arten der Familie der Archenmuscheln leben überwiegend in den Tropen und Subtropen, einige wenige Arten dringen auch in die gemäßigten Breiten vor. Vier Arten kommen auch in der Nordsee und im Mittelmeer vor. Einige Arten sind auch ins Süßwasser vorgedrungen.
Sie leben meist mit einem Byssus angeheftet auf Hartsubstrat. Eine Form bohrt in Gestein. Sie kommen vom Gezeitenbereich bis in etwa 4000 m Tiefe vor. Die Arche Noah-Muschel wird bis etwa 15 Jahre alt.

## Wirtschaftliche Bedeutung
Viele, vor allem die größeren Arten werden kommerziell gefangen und als Meeresfrüchte („Seafood“) verkauft. Die Muscheln werden ausgebaggert „gedredgt“ oder durch Taucher eingesammelt.

## Taxonomie
Das Taxon wurde bereits 1809 von Jean-Baptiste de Lamarck als Les Arcacées aufgestellt. Georg August Goldfuss latinisierte 1820 das Taxon zu Arcaceae und schrieb es Lamarck zu.
Die Familie wird von manchen Autoren noch in die folgenden Unterfamilien unterteilt: Arcinae Lamarck, 1809, Anadarinae Reinhard, 1935, Bathyarcinae Scarlato & Starobogatov, 1979, Litharcinae Frizzell, 1946 und Scaphulinae Scarlato & Starobogatov, 1979. Andere Autoren benutzen diese Unterfamiliengliederung jedoch nicht.
- - Acar Gray, 1857
  - †Ambrogia Malatesta 1974
  - Anadara Gray, 1847
  - †Angulararca Noda, 1966
  - Arca Linné, 1758
  - Asperarca Sacco, 1898
  - Barbatia Gray, 1847
  - Bathyarca Kobelt, 1891
  - Bentharca Verrill & Bush, 1898
  - Calloarca Gray, 1857
  - Deltaodon Barnard, 1962
  - Destacar Iredale, 1936
  - Fugleria Reinhart, 1937
  - Hawaiarca Dall, Bartsch & Rehder, 1938
  - †Indarca Borkar, Kulkarni & Bhattacharjee-Kapoor, 2014
  - †Indogrammatodon L. R. Cox, 1937
  - †Karasuarca Gorbach 1966
  - Lamarcka Vermeij & Amano, 2021 
    - Eckige Archenmuschel (Lamarcka imbricata (Bruguière, 1789))

  - Larkinia Reinhart, 1935
  - Litharca Gray, 1842
  - Lunarca Gray, 1842
  - Mabellarca Iredale, 1939
  - Mesocibota Iredale, 1939
  - Mimarcaria Iredale, 1939
  - Miratacar Iredale, 1939
  - Mosambicarca Lutaenko, 1994
  - †Nordenskjoldia Wilckens, 1910
  - Notogrammatodon Maxwell, 1966
  - Paranadara Francisco, Barros & Lima, 2012
  - Pugilarca Marwick, 1928
  - †Rectangularca Eames, 1957
  - †Rostarca Glibert & van de Poel, 1965
  - Samacar Iredale, 1936
  - Scaphula Benson, 1834
  - Senilia Gray, 1840
  - Tegillarca Iredale, 1939
  - Tetrarca F. Nordsieck, 1969
  - Trisidos Röding, 1798
  - Xenophorarca M. Huber, 2010

## Belege